# Керштаново (Ольштинський повіт)
Керштаново (пол. Kiersztanowo, нім. Kirschdorf) — село в Польщі, у гміні Єзьорани Ольштинського повіту Вармінсько-Мазурського воєводства.
Населення — 89 осіб (2011).
У 1975-1998 роках село належало до Ольштинського воєводства.

## Демографія
Демографічна структура станом на 31 березня 2011 року:
|          | Загалом | Допрацездатний вік | Працездатний вік | Постпрацездатний вік |
| -------- | ------- | ------------------ | ---------------- | -------------------- |
| Чоловіки | 46      | 12                 | 27               | 7                    |
| Жінки    | 43      | 9                  | 24               | 10                   |
| Разом    | 89      | 21                 | 51               | 17                   |